# Алтернативен туризъм
Алтернативният туризъм е алтернатива на масовия туризъм.
Този тип туризъм може да се определи като „съвкупност от устойчиви туристически форми и практики, които са насочени едновременно към задоволяване на индивидуалните интереси и потребности на туриста и към съхраняване на местната природа и култура“. Акцентът при алтернативния туризъм пада върху досег със „съхранена природна среда, автентичната атмосфера и кухня, запазените традиции“.
Алтернативният туризъм може да се раздели на 5 разновидности:
- Културен туризъм
- Селски туризъм -
- Екотуризъм
- Здравен туризъм
- Спортен туризъм

Според устава на Българската асоциация по алтернативен туризъм сред дейностите, характеризиращи алтернативен туризъм се включват: „преходи със ски, със снегоходки, с планинско колело, с коне, спускане с лодки, гмуркане, проникване в необлагоустроени пещери, катерене и преминаване на алпийски маршрути с водач, свързан с културно-историческото наследство, езотеричните места, религията, виното, традиционната кухня, етнографията и традиционната музика и занаяти.“